# Sawitri
Sawitri – hinduistyczna bogini (bóstwa solarne) zrodzona z Aditi, znana już w Wedach.
Także:
- córka króla Madrasu Aśwapatiego,
- żona Satjawatiego (w nagrodę za swą praworządność otrzymała od boga śmierci Jamy dar powrotu do życia dla swego zmarłego męża)
- nazwa hinduistycznego rytuału ofiarnego.

## Mahabharata
SAWITRI = indyjska Penelopa i Alkestis, jedna z bohaterek ind. epopei Mahabharata, ideał lojalności i wierności małżeńskiej nawet za cenę własnego życia; do tego stopnia oszołomiła boga śmierci, Jamę, swoją erudycją w zakresie aforyzmów o moralności, etyce i wszelkich cnotach, że bóg zezwolił jej mężowi powstać z martwych.